# Hannersdorf
Hannersdorf (ungerska: Sámfalva, kroatiska: Šampovar) är en ort och kommun i Österrike. Den ligger i distriktet Oberwart i förbundslandet Burgenland, i den östra delen av landet, 110 km söder om huvudstaden Wien. Kommunen har en kort gräns mot Ungern i sydöst. 
Kommunen består av tre orter (Ortschaften) (inom parentes invånarantal 1 januari 2024):
- Burg (213)
- Hannersdorf (400)
- Woppendorf (124)